# Elecciones provinciales de Columbia Británica de 1907
Las elecciones provinciales de Columbia Británica de 1907 ocurrieron el 2 de febrero de ese año, para elegir miembros de la 11.ª legislatura de la provincia canadiense de Columbia Británica. La elección resultó en una victoria para el oficialista Partido Conservador, liderado por el primer ministro Richard McBride, que logró ser reelecto para un segundo mandato con una mayoría aumentada.
El Partido Liberal, liderado por James A. MacDonald premaneció como la oposición oficial, mientras que el Partido Socialista obtuvo 3 escaños.

## Contexto
La elección se llevó a cabo bajo un sistema mixto. La gran mayoría de distritos electorales eligieron un legislador, usando el escrutinio mayoritario uninominal, mientras que los distritos con más de un miembro (siendo estos la ciudad de Vancouver, que eligió a 5 miembros, y la ciudad de Victoria, que eligió a 4 miembros) ocuparon el escrutinio mayoritario plurinominal, más conocido como voto en bloque. 22 escaños fueron necesarios para la mayoría absoluta.

## Resultados
|  | 48.70 % |

|  | 37.15 % |

|  | 8.87 % |

|  | 3.95 % |

|  | 1.33 % |

|  | 0.00 % |

|  | 0.00 % |

|  | 100.00 % |

|  | 0.00 % |